# Seqocrypta
Seqocrypta es un género de arañas migalomorfas de la familia Barychelidae. Se encuentra en Australia.

## Lista de especies
Según The World Spider Catalog 11.5:
- Seqocrypta bancrofti Raven, 1994
- Seqocrypta hamlynharrisi Raven & Churchill, 1994
- Seqocrypta jakara Raven, 1994
- Seqocrypta mckeowni Raven, 1994